# Воргол (Конотопски район)
Ворго́л (на украински: Воргол; на руски: Воргол) е село в Кролевецка селищна община на Конотопски район в Сумска област на Украйна.
До 2020 г. органът на местното самоуправление е бил Литвиновичкият селски съвет.
Според Преброяването на населението в Украйна през 2001 г., населението наброява 284 души.
Идентификационният код на селото според въведеният през 2020 г. Кодификатор на административно-териториалните единици и територии на териториалните общини (КАТОТТГ) е: UA59020090130040378.
До 19 юли 2020 г. селото е влизало в Кролевецки район, а след като той е леквидиран, селото става част от Конотопски район с център град Конотоп.

## География
Село Воргол е разположено в близост до голямо езеро, в което се влива река Ворголка, а изтича река Стрижен, която след 3 км се влива в река Клевен. По-нагоре по течението на река Ворголки на разстояние 1,5 км се намира село Зазирки, надоло по течението на река Стрижен на 1,5 км. км е село Литвиновичи. През селото минава автомобилен път Т 1911.

## Археология
На високия хълм Вишнева гора в околността на Воргол е намерено градище (VII–X век) от времето на Киевска Рус, останки от историческия град Воргол, унищожен през 1284 г. Тогавашното население, слънцепоклонници, са вземали вода тук преди хиляда години от извор, който и до днес снабдява хората с вода.

## История
Селото се намира на мястото на едноименния град от предмонголския период (IХ-ХIII в.), който е бил част от Путивълското княжество.
Селото е основано на територията на Черниговско войводство в Полско-литовската държава през първата половина на XVII век.
В периода на Казашкото хетманство (украинската държава от XVI–XVII век), благородникът и стародубски полковник Михаил Андреевич Миклашевски (1640-1706 г.) започва владеенето на село Воргол, като първо изкупува земята там. През 1689 г. получава воденицата на Воргол и язовира, а на 19 юли 1693 г. с хетмански универсал (указ) му се дава цялото село Воргол (без казаците, които живеят там) като феодално владение. Това е потвтрдено по-късно с царска дарствена грамота на Петър I от 19 април 1696 г.
След попадането на Казашкото хетманство под протектората на Московското царство, московският цар издава диплома от 09.04.1696 г., с която потвърждава феодалния статус на селото спрямо рода Миклашевски, който бил установен от хетманския указ. Веднага след това Михаил Андреевич Миклашевски, а впоследствие и наследникът му – синът му Степан Михайлович Миклашевски – започват да увеличава владенията си, регистрирайки казаците (воннослужещи) като крепостни селяни (вид роби), което предизвиква оплаквания срещу него от страна на казаците. През март 1706 г., по време на Северната война, Михаил Анреевич Миклашевски е убит в схватка с шведите край Несвиж и е погребан в Стародуб. Селото се наследява от сина му Степан Михайлович Миклашевски (? – ок. 1750), а след това от неговия син – Антон Степанович Миклашевски (1728 – ок. 1774/1778 г.).
След смъртта на Антон, една част от селото се наследява от втората му съпруга Марфа Анреевна Миклашевска (1748–06.12.1793 г.), а други три части съответно от сина му Степан Антонович Миклашевски старши (от първия му брак), Степан Антонович Миклашевски младши и Семьон Антонович Миклашевски (от втория му брак). След смъртта на Марфа нейната част отива при синоветее ѝ Степан Антонович Миклашевски младши и Семьон Антонович Миклашевски.
В началото на XIX век основните собственици на селото са братята Степан Антонович-старши и Степан Антонович-младши (за съдбата на Семьон Антонович не се знае нищо). В кондиките за 1826 г. са посочени двама помешчика на село Воргол – Степан и Антон Миклашевски. Степан вероятно е Степан Антонович Миклашевски младши. Не е известно чий син е бил Антон Степанович Миклашевски – дали на Степан старши, или на Степан младши, но въз основа на анализа на източниците, вероятно, на Степан Антонович Миклашевски старши.
През 1836 г. Антон Степанович Миклашевски е единственият ворголски помешчик от династията Миклашевски. Той се жени за Мария Николаевна Уманец. Бракът им остава бездетен. Затова след смъртта на Антон Степанович (след 1848 г.) имотите му са наследени от сестра му Анастасия Степановна Миклашевска. Тъй като, по собствените ѝ думи, била в „бедствено положение“, тя веднага продала селото и селяните. Купувач станал Семьон Павлович Юрковски – помешчик на с. Гниловка (на руски език), (днес в Рилски район на Курска област в Русия). Според документ „Гражданско дело по молба на Миклашевска Анастасия за възвръщане на недоимък за селяни“ от 1852 г., у купувачът останал дълг. След смъртта на Юрковски имотът е наследен от дъщеря му Мария Семеновна Шечкова. Миклашевска поискала от наследничката на селото да ѝ бъде изплатено дължимото, защото самата тя не можела да плати просрочените данъци, които не били платени още от края на 1830-те години. Това станало причина за гражданското дело, което се проточило няколко години. След това, родът Миклашевски изцяло вече няма имоти в село Воргол. 

Селото е преминало в собственост на благородническия род Шечкови. Запазила се е криптата-пирамида на Шечкови, построена от Александър Петрович Шечков.
- Главният вход на параклиса
- Останки от вътрешното оформление
- Останки от външната стена
- Вход към криптата
- Стъпала към криптата
- Останки от гробни камери в криптата

През 1917 г. селото попада в състава на Украинската народна република, а впоследствие то е част от Украинската Съветска социалистическа република.
През 1929 г. комунистическите власти започват да тероризират независимите земеделци, карайки ги да се присъединят към колхозите. През 1932 г. в селото започват масови убийства чрез глад. През 1941 г. по време нацистката окупация на украинскит земи в хода на Втората световна война (Райхскомисариат Украйна), сталинистките власти бягат от селото, но през 1943 г. се завръщат. Предвид опасността от партизанското движение през 1946 г. тя отново прибягва до терор чрез глад. До началото на 1960-те години жителите на селото нямат право на национален паспорт и са държани принудително в селото. Правителството на СССР започва да изплаща първите пенсии едва през 1964 г.
През 1991 г. абсолютното мнозинство селяни изразява своята подкрепа за възстановяването на държавната независимост на Украйна.
На 26 февруари 2022 г. в хода на Руската нападателна война срещу Украйна, местни мъже залавят седем руски войници, които водели двама украински пленници в село Воргол. Руснаците загубили бронираните машини, с които били дошли в Украйна, и вървели пеш през селото. Максим Конюх е жител на село Воргол и си спомня: „Ние ги доведохме тук, те се разоръжиха. Дадохме им обещания чай. Седнахме на чай и на топло. Много се страхуваха, че ще бъдат измъчвани. Те бяха разменени за наши войници.“

## Паметници
- Крипта-пирамида на благородническия род <i>Шечкови</i>
- Парк-паметник на градинското и парково изкуство „Воргол“ – останки от старинен парк, основан през XVI век и свързан с благородническите роове Миклашевски и Шечковски.[25] Паркът има площ от 5,7 хектара.[25] Дървесният масив на парка е характерен за местните гори с вертикална структура.[25] Богат видов състав на тревния етаж, включващ типични доминанти и 7 вида пролетни ефемери, в това число видове, включени в списъка на видовете растения, животни и гъби, обект на специална защита на територията на Сумска област ( <i>Междинна лисичина</i>).[25]
- Кладенец в чест на Ворголската икона на Богороица
- Ворголски каньони
- На така известната „Ворголска икона на Богородица“ се приписват чудотворни сили. Според преданието иконата била донесна от чужбина и се намирала в дома на предците на Антон Степанович Миклашевски, които я подарили на църквата. „Особено осезаема е била благодатната помощ на Божията майка по време на холерата през 1848 г... В знак на благодарност за чудодейното избавление от холерната епидемия, признателните жители със собствено дарение направили за чудотворната икона на Божията майка сребърна, позлатена чрез огън риза. Ризата била поръчана в Москва на търговеца Иван Невежин и струва 2164 рубли и 85 копейки в асигнации. В долната част на ризата е поставен бял емайл, върху който е изработен следният надпис: „За избавление от холерата през 1848 г. благодарение на усилията на свещеник Василий Роменски и старейшината Антон Стефанович Миклашевски“.[26]

## Източнии
1. ↑  State Statistics Service of Ukraine. Number of actual population in rural areas, Sumska oblast (persons) by 059_KROLEVETSKYI RAION and Year //   State Statistics Service of Ukraine. Посетен на 2023-07-03. (на английски)
2. 1 2  Децентралізація. село Воргол //    Архивиран от оригинала на 2022-01-24. Посетен на 2023-07-03. (на украински)
3. ↑  State Statistics Service of Ukraine. Number of actual population in rural areas, Sumska oblast (persons) by 059_KROLEVETSKYI RAION and Year //   State Statistics Service of Ukraine. Посетен на 2023-07-03. (на английски)
4. ↑  Верховна Рада України. Постанова Верховної Ради України про утворення та ліквідацію районів – прийняття від 17.07.2020 //  Відомості Верховної Ради України (ВВР), 2020, №  33, ст. 235.   2020-07-17. Посетен на 2023-01-31. (на украински)
5. ↑  Модзалевский, Вадим Львович. Малороссийский родословник. Т. Третий: Л-О.   Киев, Типо-литография С. В. Кульженко, 1912 г. с. 477. Посетен на 2023-01-30. (на руски)
6. ↑  Лазаревскій, А. Люди старой Малороссіи //  Кіевская старина 1 (Августъ (№ 8)).   Типография Г. К. Корчак-Новицкаго, Августъ 1882 г. с. 245.
7. ↑  Лазаревська, Катерина. Археографічна Комісія Всеукраїнської Академії Наук. Т. 1: Генеральне слідство про маєтності Стародубського полку.   Київ, Друк. Всеукр. Акад. наук, 1929. с. 18. Посетен на 2023-07-21. (на украински)
8. ↑  Лазаревська, Катерина. Археографічна Комісія Всеукраїнської Академії Наук. Т. 1: Генеральне слідство про маєтності Стародубського полку.   Київ, Друк. Всеукр. Акад. наук, 1929. с. 18-19. Посетен на 2023-07-21. (на украински)
9. ↑  Модзалевский, Вадим Львович. Малороссийский родословник. Т. Третий: Л-О.   Киев, Типо-литография С. В. Кульженко, 1912 г. с. 478. Посетен на 2023-01-30. (на руски)
10. ↑  Модзалевский, Вадим Львович. Малороссийский родословник. Т. Третий: Л-О.   Киев, Типо-литография С. В. Кульженко, 1912 г. с. 475. Посетен на 2023-01-30. (на руски)
11. ↑  Василенко, Николай Прокофьевич. Генеральное следствие о маетностях Нежинского полка 1729-1730 гг. Материалы для истории экономического, юридического и общественного быта Старой Малороссии. Т. вып. J.   Чернигов, Издание редакции „Земскаго сборника черниговской губернии“; Типография Губернского Земства, 1901 г. с. 32, 390-392. Посетен на 2023-07-05. (на руски)
12. ↑  Лазаревский, Александр Матвеевич. Описанiе старой Малороссiи. Матерiалы для исторiи заселенiя, землевладѣнiя и управленiя. Т. Второй – Полкъ Нѣжинскiй.   Кiевъ, Типографiа К. Н. Милевского, 1893 г. с. 458. Посетен на 2023-07-05. (на руски)
13. ↑  Модзалевский, Вадим Львович. Малороссийский родословник. Т. Третий: Л-О.   Киев, Типо-литография С. В. Кульженко, 1912 г. с. 479. Посетен на 2023-01-30. (на руски)
14. 1 2  Граф Милорадович, Григорий Александрович. Родословная книга черниговского дворянства. Т. 1, част 5.   Санкт-Петербург, Санкт-Петербургская Губернская Типография, 1901 г. с. 125. Посетен на 2023-08-15. (на руски)
15. 1 2 3 4 5 6 7 8 9 10 11 12 13 14 15 16 17 18 19  Купцов, Александр. Миклашевские и Шечковы в Ворголе //   2022-08-03.  Архивиран от оригинала на 2023-07-05. Посетен на 2023-07-05. (на руски)
16. ↑  Модзалевский, Вадим Львович. Малороссийский родословник. Т. Третий: Л-О.   Киев, Типо-литография С. В. Кульженко, 1912 г. с. 481. Посетен на 2023-01-30. (на руски)
17. ↑  Кривошея, В.В., Кривошея, І.І., Кривошея, О.В. Неурядова старшина Гетьманщини.   Київ, «Стилос»; Національна академія наук України; Інститут політичних і етнонаціональних досліджень ім. І.Ф.Кураса; Українська академія наук; Музей гетьманства, 2009. ISBN 978-966-8009-84-6. с. 244. Посетен на 2023-07-05. (на украински)
18. ↑  Токарєв, Сергій Анатолійович. Глуховская сотня за материалами ревизий Нежинского полка в 30-40-х годах XVIII ст. //  Сіверщина в історії України 3.   Національний заповідник „Глухів“; Центр пам’яткознавства НАН України і УТОПІК, 2010. ISBN 978-966-8999-20-8. с. 180.  Архивиран от оригинала на 2023-05-07.
19. ↑  Модзалевский, Вадим Львович. Малороссийский родословник. Т. Третий: Л-О.   Киев, Типо-литография С. В. Кульженко, 1912 г. с. 485. Посетен на 2023-01-30. (на руски)
20. ↑  Плохинский, Михаил Мелетийович. Архив Миклашевских, ныне принадлежащий графине А. А. Олсуфьевой //  Архивы Черниговской губернии. – Древности: труды Московского археологического общества. Т. 1, Вып. 3.   Москва, Печатня А. И. Снегиревой, 1899. с. 162-163. (на руски)
21. ↑  Кривошея, В.В., Кривошея, І.І., Кривошея, О.В. Неурядова старшина Гетьманщини.   Київ, «Стилос»; Національна академія наук України; Інститут політичних і етнонаціональних досліджень ім. І.Ф.Кураса; Українська академія наук; Музей гетьманства, 2009. ISBN 978-966-8009-84-6. с. 242. Посетен на 2023-07-05. (на украински)
22. ↑  Модзалевский, Вадим Львович. Малороссийский родословник. Т. Третий: Л-О.   Киев, Типо-литография С. В. Кульженко, 1912 г. с. 495. Посетен на 2023-01-30. (на руски)
23. ↑  П’ятаченко, Сергій Васильович. Голодомор на Сумщині у спогадах очевидців. Збірник матеріалів. Т. Книга друга.   Суми, Видавництво «МакДен», 2008. ISBN 978-966-7222-78-9. Посетен на 2023-07-04. (на украински)
24. ↑  Катерина Ворона, Діана Крахматова. "Повелися на чай і тепло". Як чоловіки з Сумщини взяли в полон озброєних росіян //  Суспільне Новини.   2022-04-22.  Архивиран от оригинала на 2023-04-09. Посетен на 2023-07-04. (на украински)
25. 1 2 3 4  Сумська обласна рада. Рішення 16 сесії - 04.04.2023. Про зміни в мережі територій та об’єктів природно-заповідного фонду області //  Рішення обласної ради 8 скликання.   2023-04-04.  Архивиран от оригинала на 2023-04-16. Посетен на 2023-07-05. (на украински)
26. ↑  Андреевский, Феодор. Село Воргол и чудотворная икона Божией Матери, именуемая "Воргольская" //  Черниговские епархиальные известия. Часть неофициальная 23 (1 декабря).   1906.

|  | Тази страница частично или изцяло представлява превод на страницата „Воргол (село)“ в Уикипедия на украински. Оригиналният текст, както и този превод, са защитени от Лиценза „Криейтив Комънс – Признание – Споделяне на споделеното“, а за съдържание, създадено преди юни 2009 година – от Лиценза за свободна документация на ГНУ. Прегледайте историята на редакциите на оригиналната страница, както и на преводната страница, за да видите списъка на съавторите. ВАЖНО: Този шаблон се отнася единствено до авторските права върху съдържанието на статията. Добавянето му не отменя изискването да се посочват конкретни източници на твърденията, които да бъдат благонадеждни. |